# Norops uniformis
Norops uniformis este o specie de șopârle din genul Norops, familia Polychrotidae, descrisă de Cope 1885. Conform Catalogue of Life specia Norops uniformis nu are subspecii cunoscute.